# Siri Keul
Siri Keul er en norsk håndboldspiller. Hun spillede 54 kampe og scorede 0 mål for Norges håndboldlandshold mellem 1970 og 1976. Hun deltog også under VM 1971, 1973 og 1975.